# ياإيل غولدمان
ياإيل غولدمان (بالعبرية: יעל גולדמן‏) هي عارضة ومقدمة تلفزيونية وممثلة إسرائيلية، ولدت في 29 أغسطس 1978 في كريات أونو في إسرائيل.

## وصلات خارجية
- ياإيل غولدمان على موقع IMDb (الإنجليزية)